# ناحیه ویلینگ، شهرستان کوک، ایلینوی
ناحیه ویلینگ (به انگلیسی: Wheeling Township) یک منطقهٔ مسکونی در ایالات متحده آمریکا است که در شهرستان کوک (ایلینوی) واقع شده‌است. ناحیه ویلینگ ۹۳٫۲۱ کیلومتر مربع مساحت دارد ۲۰۵ متر بالاتر از سطح دریا واقع شده‌است.